# Чести, Антонио
Антонио Чести (итал. Antonio Cesti; крещён 5 августа 1623 – 14 октября 1669, Флоренция) — итальянский композитор периода барокко. Певец и органист. Автор опер.

## Биография
Антонио Чести родился в Ареццо, обучался музыке у разных музыкантов. С детства пел в церквях, с 1633 в соборе, в 1635—37 в церкви Пьеве ди Санта-Мария в Ареццо. В 1637 году вступил во Францисканский орден. Во время пребывания в Вольтерре обратился к светской музыке, возможно, под патронатом семьи Медичи. Там же встретился с Сальваторе Роза, написавшего либретто к кантатам Чести. К 1650 году его монашеские обеты вступили в противоречие с желанием писать светскую музыку, в частности оперу. С 1652 года Чести некоторое время служил при дворе князя Фердинанда Карла в Инсбруке, где поставил ряд опер собственного сочинения. Затем Чести занимал пост руководителя капеллой во Флоренции. В 1660 году поступил на службу в папскую капеллу в Риме. В 1666 году стал вице-капельмейстером в Вене. Умер во Флоренции в 1669 году.

## Оперы
- «Оронтея» (итал. Orontea; Венеция 1649, в изменённом виде Инсбрук 1656, либретто Джачинто Андреа Чиконини под редакцией Филиппо Аполлони)
- Alessandro vincitor di se stesso (Венеция 1654, либретто Франческо Сбарра)
- Cesare Amante (Венеция 1651, либретто Варотари)
- «Клеопатра» (итал. Cleopatra; Инсбрук 1654, либретто Варотари)
- Argia (Инсбрук 1655, либретто Аполлони)
- Venere cacciatrice (Инсбрук 1659, либретто Сбарра, утеряна)
- Dori (Иннстбрук 1657, либретто Аполлони)
- La Magnanimità d’Alessandro (Инсбрук 1662, либретто Сбарра)
- «Тит» (итал. Tito; Венеция 1666 либретто Николо Береган)
- Semirami (Вена 1667, либретто Монилья)
- «Золотое яблоко» (итал. Il pomo d’oro; Вена, 1668, либретто Сбарра)

### Кантаты
- Alme sol vive
- Alpi nevoese (I вариант)
- Alpi nevoese (II вариант)
- Amante gigante
- Amanti, io vi disfido
- Aspettate (сомнительно)
- Bella Clori
- Cara e dolce libertà (I вариант)
- Cara e dolce libertà (II вариант)
- Cara e dolce libertà (III вариант)
- Chi d’Amor non sa
- Chi del ciel
- Chino la fronte (Disperazione) (текст Дж. Лотти)
- Chi non prova
- Chi si fida
- Cor amante
- Del famoso oriente (La madre ebrea)
- Disperato morirò
- E che ne pensi
- E qual misero
- Era l’alba vicina (La corte di Roma) (текст Сальватора Роза или Джованни Филиппо Аполлони)
- Era la notte, e l’orme (La strega) (текст С. Роза)
- Era la notte e muto (I вариант)
- Era la notte e muto (II вариант)
- Hor son pur solo (текст Сальватора Роза)
- Il servir
- Insegnatemi
- Io non so
- Io son la primavera (серенада для пяти голосов и четырёх инструментов, 1662; сомнительно)
- Licrime mie
- La dove ode
- L’amoroso veleno (диалог для двух голосов)
- Lunguia già l’alba
- Lasciatemi in pace
- Lasciatemi qui solo
- Lasciate pur
- Lungi dal core
- Mia tiranna
- Misero cor
- Nel ricercar
- Non disperi
- Non si parli (I вариант)
- Non si parli (II вариант)
- O barbara sorte
- O dell’anima mia
- O questo (I вариант)
- O questo (II вариант)
- Partitevi respiri
- Per l’ampio mar
- Per sentier (Disperato avveduto)
- Piangete un dì (Lamento d’amante) (I вариант; текст Аполлони)
- Piangete un dì (Lamento d’amante) (II вариант; текст Аполлони)
- Potrebb’essere
- Pose in fronte
- Pria ch’adori (I вариант; любовная и моральная канцонетта, текст Дж. Лотти)
- Pria ch’adori (II вариант; любовная и моральная канцонетта, текст Дж. Лотти)
- Pria ch’adori (III вариант; любовная и моральная канцонетта, текст Дж. Лотти)
- Quante volte
- Quanto è dolce
- Ricordati mio core (сомнительно)
- Rimbombava d’intorno (Lamento di Niobe) (I вариант; текст Аполлони)
- Rimbombava d’intorno (Lamento di Niobe) (II вариант; текст Аполлони)
- Rimbombava d’intorno (Lamento di Niobe) (III вариант; текст Аполлони)
- Sensi voi (I вариант; текст С. Роза)
- Sensi voi (II вариант; текст С. Роза)